# Debaotu
Debaotu (kinesiska: 德包图, 德包图乡) är en socken i Kina. Den ligger i den autonoma regionen Inre Mongoliet, i den norra delen av landet, omkring 250 kilometer nordost om regionhuvudstaden Hohhot. Antalet invånare är 12635. Befolkningen består av 6 055 kvinnor och 6 580 män. Barn under 15 år utgör 9,0 %, vuxna 15-64 år 77 %, och äldre över 65 år 13,0 %.
Genomsnittlig årsnederbörd är 517 millimeter. Den regnigaste månaden är juni, med i genomsnitt 128 mm nederbörd, och den torraste är december, med 3 mm nederbörd.